# Chartreuse d'Axholme
La chartreuse de la Visitation de la Bienheureuse Vierge Marie, également connue comme chartreuse d'Axholme, ou prieuré de Low Melwood, à l'île d'Axholme dans le North Lincolnshire, est l'une des dix chartreuses médiévales en Angleterre.

## Histoire
La chartreuse est fondée en 1397 par Thomas Mowbray, duc de Norfolk, au pied d'une colline dominant la vallée du Trent, sur l'actuelle zone de la ferme Low Melwood, entre Owston Ferry et Epworth dans l'Isle of Axholme, où il y avait une chapelle dédiée à la Vierge Marie, longtemps appelée le Prieuré-au-bois, selon une bulle pontificale de 1398. 
La charte royale autorisant la fondation indique que les religieux sont gratifiés de 100 acres de terre autour de leur demeure ainsi que de plusieurs manoirs dans le comté de Warwickshire : Newbold-on-Avon (en), Melbroke, Wappenburg, Sharnford et Wallon. La maison est aussi dotée d’indulgences par Boniface IX. Le Prieuré de Kirby (en), soumis à l'Abbaye Saint-Nicolas d'Angers, est temporairement annexé à la chartreuse d'Axholme en 1396, grâce aux instances de Mowbray, puis restauré à Angers en 1399. Ce qui entraîne des procès pendant vingt ans. En 1414, le roi Henri V le concède de nouveau à Axholme.
Aussi les bâtiments de la chartreuse, bien que commencés en 1397, ne sont terminés qu'en 1432, et c'est alors seulement que la chartreuse est incorporée à l'Ordre. Les constructions se sont sans doute ressenties de la pénurie des propriétaires. En 1441, il faut déjà entreprendre des réparations. Les descendants des Mowbray continuent à se montrer favorables aux chartreux et quand, faute d'héritier mâle, leurs titres et leurs dignités passent aux Howard, ceux-ci imitent leurs devancier. Catherine Howard, duchesse de Norfolk (†1489), est comme la seconde fondatrice de la chartreuse de la Visitation.
Le XVe siècle est rempli de plaintes financières des religieux au roi. Pourtant les possessions augmentent lentement, lors de la suppression, le revenu était de 237 £. Le prieur Augustine Webster, est emprisonné dans la Tour de Londres en 1535 pour avoir refusé le serment de suprématie et plus tard martyrisé et canonisé. La communauté se voit imposer un prieur par Cromwell, entre en conflit avec lui et doit signer l’acte de cession en 1538. Le monastère est supprimé lors de la dissolution des monastères en juin 1538. 
Par la suite, les bâtiments ont été transformés par John Candysshe en une maison d'habitation : certaines parties subsistent encore comme certains terrassements. Les fouilles ont été limitées.

## Prieurs d'Axholme[1]
Le prieur est le supérieur d'une chartreuse, élu par ses comprofès ou désigné par les supérieurs majeurs.
- John Moreby, élu en 1398
- Henry, en 1449
- Richard, en 1469 et 1472
- Augustin Webster, 1535
- Michael Mekeness, 1535 à 1538